# Campionati italiani di aquathlon del 2007
I Campionati italiani di aquathlon del 2007 (VIII edizione) sono stati organizzati dalla Federazione Italiana Triathlon e si sono tenuti a Napoli in Campania, in data 23 settembre 2007.
Tra gli uomini ha vinto Andrea Giacomo Secchiero (Protek Triathlon Rho), mentre la gara femminile è andata a Charlotte Bonin ( Fiamme Azzurre).

## Risultati

### Élite uomini
| Pos. | Atleta                   | Società sportiva       | Corsa    | Nuoto    | Corsa    | Totale   |
| ---- | ------------------------ | ---------------------- | -------- | -------- | -------- | -------- |
|      | Andrea Giacomo Secchiero | Protek Triathlon Rho   | 00:07:14 | 00:13:20 | 00:07:30 | 00:28:04 |
|      | Alberto Alessandroni     | Fiamme Oro             | 00:07:15 | 00:13:20 | 00:07:32 | 00:28:07 |
|      | Manuele Canuto           | Fiamme Oro             | 00:07:42 | 00:12:51 | 00:07:35 | 00:28:08 |
| 4    | Danilo Brustolon         | Fiamme Oro             | 00:07:25 | 00:13:14 | 00:07:31 | 00:28:10 |
| 5    | Stefano Belandi          | Fiamme Azzurre         | 00:07:30 | 00:13:10 | 00:07:43 | 00:28:23 |
| 6    | Carmine Rozza            | Canottieri Napoli      | 00:07:15 | 00:13:26 | 00:07:48 | 00:28:29 |
| 7    | Gabriele Salini          | B2K Triathlon          | 00:07:53 | 00:12:49 | 00:08:15 | 00:28:57 |
| 8    | Gianluca Calfapietra     | Jhonny Tri Forhans     | 00:07:29 | 00:14:14 | 00:07:46 | 00:29:29 |
| 9    | Alessandro D'Ambrosio    | Canottieri Napoli      | 00:07:28 | 00:14:06 | 00:08:01 | 00:29:35 |
| 10   | Marco Quintavalle        | Fiamme Oro             | 00:07:28 | 00:14:16 | 00:08:00 | 00:29:44 |
| 11   | Luca Villa               | Fiamme Oro             | 00:07:43 | 00:14:02 | 00:08:07 | 00:29:52 |
| 12   | Giovanni Maroccia        | Minerva Roma           | 00:07:55 | 00:13:44 | 00:08:24 | 00:30:03 |
| 13   | Alfio Bulgarelli         | Surfing Shop Triathlon | 00:08:02 | 00:14:15 | 00:08:22 | 00:30:39 |
| 14   | Michele Gandolfo         | Fiamme Oro             | 00:07:58 | 00:14:36 | 00:08:19 | 00:30:53 |
| 15   | Leonardo Fiorella        | Fiamme Oro             | 00:07:56 | 00:14:33 | 00:08:30 | 00:30:59 |
| 16   | Massimiliano Maccari     | Lazio Triathlon        | 00:08:01 | 00:15:05 | 00:08:21 | 00:31:27 |
| 17   | Roberto Tedde            | Minerva Roma           | 00:00:00 | 00:23:44 | 00:32:11 | 00:32:11 |
| 18   | Antioco Porcu            | Rari Nantes            | 00:08:13 | 00:15:06 | 00:08:54 | 00:32:13 |
| 19   | Giovambattista Pisano    | Canottieri Napoli      | 00:08:27 | 00:14:42 | 00:09:04 | 00:32:13 |
| 20   | Mauro Garavaglia         | Protek Triathlon Rho   | 00:00:00 | 00:23:24 | 00:32:27 | 00:32:27 |

### Élite donne
| Pos. | Atleta                 | Società sportiva       | Corsa    | Nuoto    | Corsa    | Totale   |
| ---- | ---------------------- | ---------------------- | -------- | -------- | -------- | -------- |
|      | Charlotte Bonin        | Fiamme Azzurre         | 00:08:03 | 00:13:29 | 00:08:46 | 00:30:18 |
|      | Giunia Chenevier       | Fiamme Azzurre         | 00:08:40 | 00:13:36 | 00:09:09 | 00:31:25 |
|      | Marta Gaiardelli       | Fiamme Azzurre         | 00:08:33 | 00:14:31 | 00:09:10 | 00:32:14 |
| 4    | Cristina Giribon       | Fiamme Oro             | 00:08:56 | 00:15:00 | 00:09:00 | 00:32:56 |
| 5    | Betiana Elvi Zarrelli  | RP Action DDS          | 00:09:03 | 00:14:30 | 00:09:36 | 00:33:09 |
| 6    | Adelaide Cappellini    | Fiamme Oro             | 00:09:28 | 00:14:01 | 00:10:10 | 00:33:39 |
| 7    | Rosa Maria Farace      | Canottieri Irno        | 00:09:43 | 00:14:44 | 00:09:52 | 00:34:19 |
| 8    | Consuelo Ferragina     | Canottieri Napoli      | 00:08:45 | 00:17:00 | 00:09:08 | 00:34:53 |
| 9    | Laura Modolo           | Silca Ultralite        | 00:09:41 | 00:14:43 | 00:10:52 | 00:35:16 |
| 10   | Manuela Ascoli         | Minerva Roma           | 00:09:44 | 00:15:55 | 00:10:23 | 00:36:02 |
| 11   | Manuela De Vito        | Ermes Campania         | 00:09:48 | 00:16:31 | 00:10:41 | 00:37:00 |
| 12   | Fabiana Lamberti       | Canottieri Napoli      | 00:11:30 | 00:14:08 | 00:11:44 | 00:37:22 |
| 13   | Alessandra Passariello | Forum Partenope        | 00:09:54 | 00:17:48 | 00:10:16 | 00:37:58 |
| 14   | Silvia Colombo         | Minerva Roma           | 00:11:14 | 00:17:09 | 00:11:06 | 00:39:29 |
| 15   | Antonietta Coppola     | Triathlon Avellino     | 00:11:00 | 00:19:04 | 00:11:16 | 00:41:20 |
| 16   | Serena D'Ambrosio      | Canottieri Napoli      | 00:11:03 | 00:18:54 | 00:12:03 | 00:42:00 |
| 17   | Roberta Frosina        | Centro Ester Triathlon | 00:11:49 | 00:18:35 | 00:12:28 | 00:42:52 |
| 18   | Vanessa La Via         | Minerva Roma           | 00:10:52 | 00:20:21 | 00:11:53 | 00:43:06 |
| 19   | Elena Moci             | Minerva Roma           | 00:11:46 | 00:19:18 | 00:12:35 | 00:43:39 |
| 20   | Nelita Gentile         | Triathlon Ostia        | 00:10:20 | 00:23:30 | 00:11:02 | 00:44:52 |